# Нонартутьдилантан
Нонартутьдиланта́н — неорганическое соединение, интерметаллид
лантана и ртути
с формулой La2Hg9,
кристаллы.

## Получение
- Сплавление стехиометрических количеств чистых веществ:

{\displaystyle {\mathsf {9Hg+2La\ {\xrightarrow {660^{o}C}}\ La_{2}Hg_{6}}}}

## Физические свойства
Нонартутьдилантан образует кристаллы гексагональная сингония, пространственная группа P 63mc, параметры ячейки a = 0,1567 нм, c = 1,548 нм,
структура типа тридекакадмийоктапентаконтацинка Zn58Cd13
.
Соединение образуется по перитектической реакции при температуре 660 °C.
В более поздних работах соединению приписывают состав
La13Hg58
.